# Бледа мркожута боја
Бледо мркожута је жуто-смеђа боја која је добила име по брушеној кожи.

## Геологија и архитектура
Бледо мркожута је честа боја песка и стена у неким подручјима. Док материјали који су коришћени у грађевинарству су бледо мркожути.
- Бледо мркожут песак
- Бледо мркожут камен на врху стене
- Традиционалне бледо мркожуте зграде
- Модерна бледо мркожута грађевина